# Brad Steiger
Brad Steiger (Fort Dodge, Iowa, 19 februari 1936 – Mason City, Iowa, 6 mei 2018) was een Amerikaanse auteur van fictie- en non-fictiewerken over het paranormale, spiritualiteit, ufo's, ware misdaad en biografieën. Zijn boeken verkochten goed bij het publiek, maar kregen veel kritiek van academici en sceptici omdat hij vergezochte beweringen deed zonder wetenschappelijk bewijs.

## Biografie
Steiger werd geboren als Eugene E. Olson op 19 februari 1936 in het Fort Dodge Lutheran Hospital tijdens een sneeuwstorm. Hij groeide op op een boerderij in Bode. Hij identificeerde zich als Lutheraan tot zijn elfde, totdat een bijna-doodervaring zijn geloofsovertuiging veranderde. Zijn ouders moedigden hem aan om leraar te worden. Hij studeerde in 1957 af aan het Luther College en in 1963 aan de Universiteit van Iowa. Hij doceerde Engels op de middelbare school voordat hij van 1963 tot 1967 literatuur en creatief schrijven ging doceren aan zijn voormalige college.
Steiger beweerde zijn eerste boek te hebben geschreven toen hij zeven jaar oud was. Zijn eerste boek, Ghosts, Ghouls and Other Peculiar People, werd gepubliceerd in 1965. In 1967 werd hij fulltime schrijver. Hij schreef en schreef mee aan bijna 170 boeken, waarvan 17 miljoen exemplaren zijn verkocht. Hij schreef biografieën over Greta Garbo, Judy Garland en Rudolph Valentino, waarvan de laatste in 1977 werd verfilmd. Samen met zijn vrouw Sherry Hansen Steiger was hij de auteur van Four-legged Miracles: Heartwarming Tales of Lost Dogs' Journeys Home.
Steiger schreef dat hij geloofde dat Atlantis een echte plaats was. In zijn boek Atlantis Rising betoogde hij dat Atlantis de thuisbasis was van een almachtige beschaving met geavanceerde technologische prestaties. Ook verklaarde hij dat de sporen bij Paluxy River het bewijs vormden voor een oude beschaving van reuzenmensen.
Hij was een aanhanger van het idee van de ancient astronauts. Steiger stelde dat veel mensen afstammen van buitenaardse wezens. Hij verwees naar deze wezens als "sterrenmensen".
Steiger was van 1987 tot zijn dood in 2018 getrouwd met Sherry Hansen Steiger, een auteur en dominee. Ze hebben vijf kinderen en negen kleinkinderen. Hij overleed op 6 mei 2018 op 82-jarige leeftijd.
- Bibsys: 90574955
- CiNii: DA04517802
- International Standard Name Identifier: 0000 0000 8453 6961
- Library of Congress Control Number: n50020715
- Bibliotheek van het Japanse parlement: 00457545
- Nationale bibliotheek van Australië: 35521870
- Nationale Bibliotheek van Israël: 987007462725005171
- Nederlandse Thesaurus van Auteursnamen: 071584595
- SNAC: w6k48hwc
- Système universitaire de documentation: 185900429
- Trove: 983187
- Virtual International Authority File: 79335166
- WorldCat: E39PBJrKTRRFrhtdFgdrXmxkXd